# Vincenzo Colla
Vincenzo Colla (Piacenza, 1790 – ...) è stato un musicista italiano.

## Biografia
Nato a Piacenza attorno al 1790, compì i suoi studi nella città emiliana. Già durante gli studi iniziò a impartire lezioni di canto a giovani allievi. Il 22 giugno 1810, divenne maestro di cappella del duomo di Voghera e direttore d'orchestra al cembalo del teatro civico. Qui formò vari allievi tra i quali Amedeo Cetta, a sua volta maestro del soprano Marietta Gazzaniga.
A conseguenza della sua nomina di maestro al cembalo e direttore d'orchestra, dovette accettare gli obblighi imposti a questa nomina ovvero suonare l'organo a richiesta della città e istruire per un quadrienno due allievi di canto o di strumento. Impartiva inoltre lezioni a dilettanti e si dedicava alla composizione di opere. A questo periodo risalgono infatti le sue prime opere.
Visse a Voghera sino al 1821, quindi si trasferì a Milano, ove rimase attivo fino al 1836, quando eseguì il suo oratorio Saulle a Trieste. Si trasferì definitivamente nella città nel 1847. Da questa data le sue tracce si diradano. Non si conosce né luogo né data di morte, ma si suppone che sia morto a Trieste o a Milano in data posteriore al 1861.